# Stan Seidel
Stanford Clarke „Stan“ Seidel (* 4. Oktober 1951 in St. Louis, Missouri; † 14. Juli 2000 in Los Angeles, Kalifornien) war ein US-amerikanischer Drehbuchautor.

## Leben
Stan Seidel wuchs in St. Louis auf und nahm Anfang der 1980er Jahre an einem Schreibprogramm der New York University teil, wo er die große Liebe seines Lebens und spätere Ehefrau, die Filmproduzentin Susan Cartsonis kennenlernte. Mitte der 1980er zogen beide anschließend nach Hollywood, wo sie eine Stelle bei 20th Century Fox erhielt und er 1985 sein erstes Drehbuch verkaufen konnte, was allerdings nie produziert wurde. Es folgten Fernsehdrehbücher für Serien wie Alles total normal – Die Bilderbuchfamilie und Harlem Hip Hop, bevor sich Seidel Ende der 1990er entschloss, sich erstmals nicht nach den Vorgaben der Filmstudios zu richten und seine eigenen Ideen aufzuschreiben. So fing er an, seine eigene St.-Louis-Trilogie zu schreiben, deren ersten Teil Eine Nacht bei McCool’s war, welcher ihm im Abspann des Films auch gewidmet ist. Die restlichen Teile konnte er allerdings nie zu Ende schreiben, da er noch vor Veröffentlichung des Films verstarb. Er konnte lediglich noch den Rohschnitt des Films sehen.
Seidel litt an Morbus Crohn und musste bereits ab 1985 Nahrung flüssig, während er Nachts schlief, zu sich nehmen. Er verstarb in einem Krankenhaus in Los Angeles. Allerdings verstarb er nicht direkt an der Crohn-Krankheit, sondern an einer Bakterienverseuchung, die er sich über verschmutzte Katheter zuzog.

## Filmografie (Auswahl)
- 1990–1991: Alles total normal – Die Bilderbuchfamilie (True Colors) (Fernsehserie, 4 Episoden)
- 1993: Harlem Hip Hop (Where I Live) (Fernsehserie, 1 Episode)
- 2001: Eine Nacht bei McCool’s (One Night at McCool’s)
- 2002: Emergency Room – Die Notaufnahme (ER) (Fernsehserie, 1 Episode)